# Topfhelm

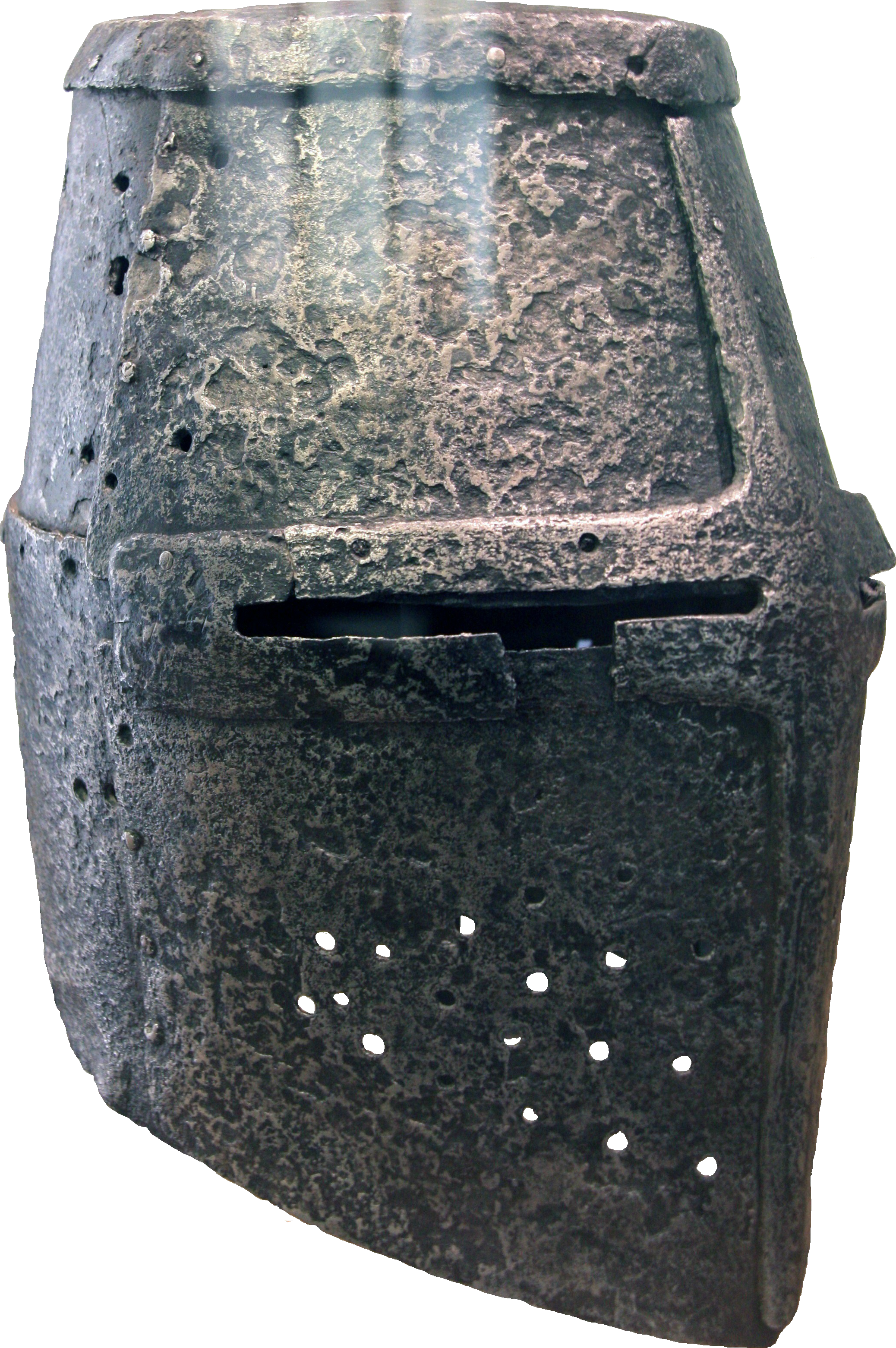
Topfhelm des 13. Jahrhunderts im Deutschen Historischen Museum in Berlin

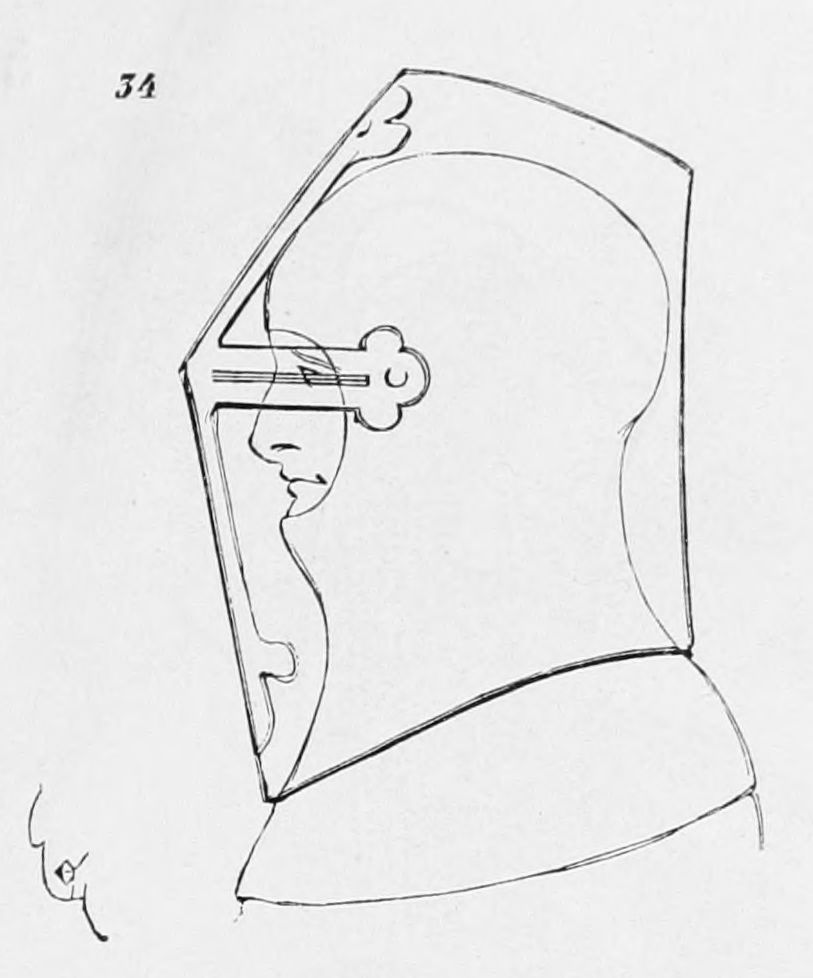
Schema: Getragener Topfhelm

Der Topfhelm war ein annähernd zylindrisch geformter Helmtypus, der im frühen 13. Jahrhundert in Europa aufkam und bis in das 14. Jahrhundert hinein gebräuchlich war. Andere Bezeichnungen sind Fasshelm oder Kübelhelm. Der Kübelhelm wird allerdings als Weiterentwicklung des älteren Topfhelmes angesehen. Eine zeitgenössische mittelhochdeutsche Bezeichnung für beide Helmtypen ist Helmvaz (Nibelungenlied, um 1190/1200).

## Entwicklung

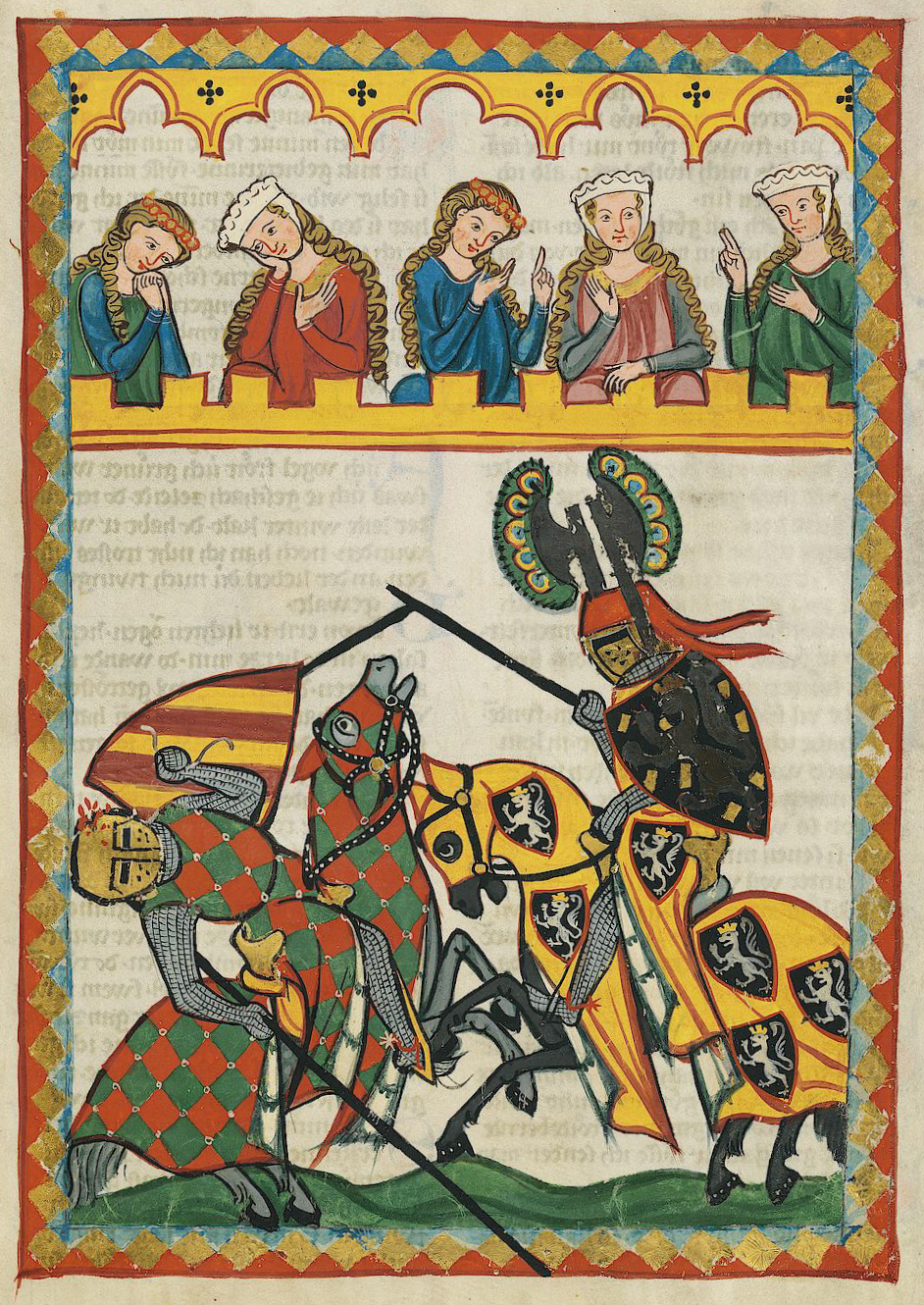
Ritter mit Topfhelmen beim Tjost, zeitgenössische Darstellung (14. Jh., Codex Manesse)

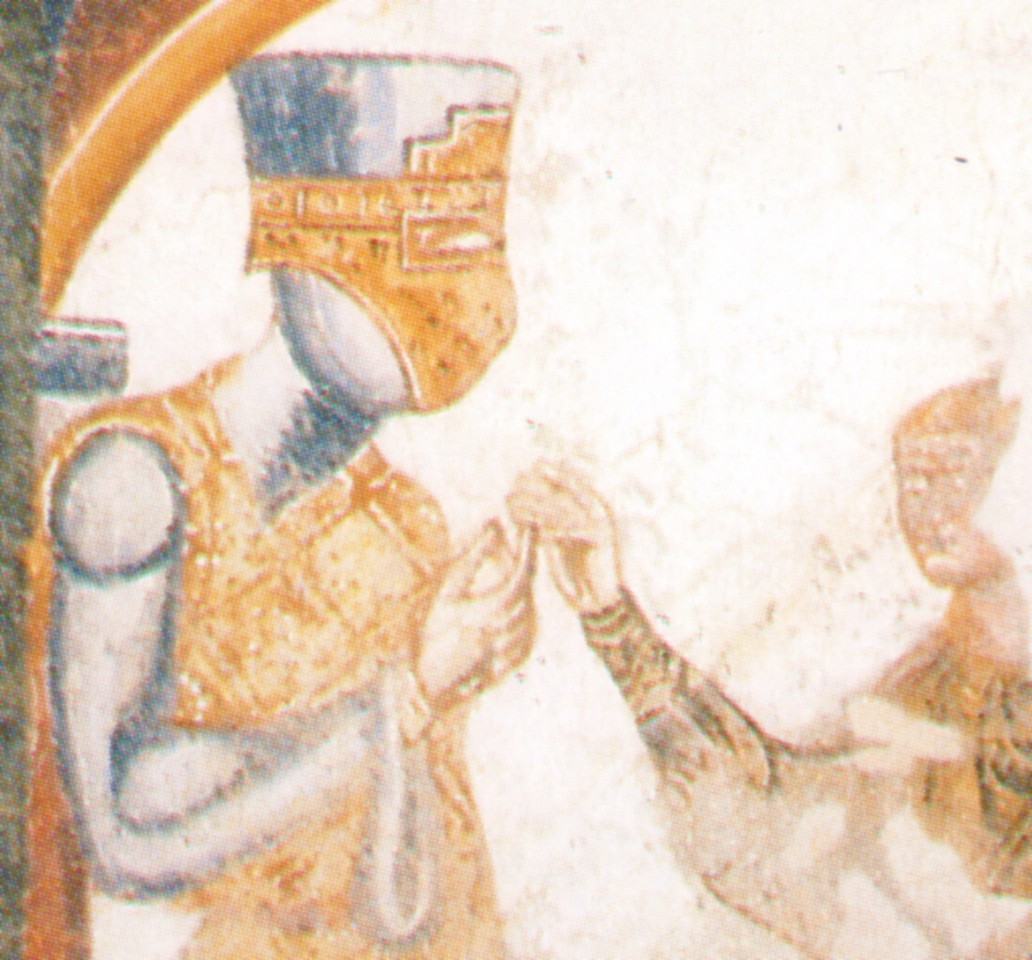
Vorläufer des Topfhelms mit Gesichtsschutz aber ohne Nackenschutz

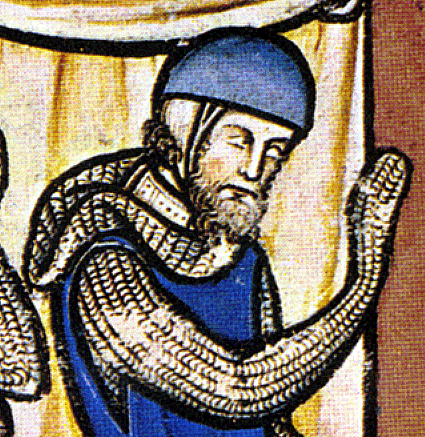
Darstellung einer hochmittelalterlichen Hirnhaube, die zusätzlich zur Ringpanzerkapuze und einer textilen Unterhaube unter dem Topfhelm getragen wurde

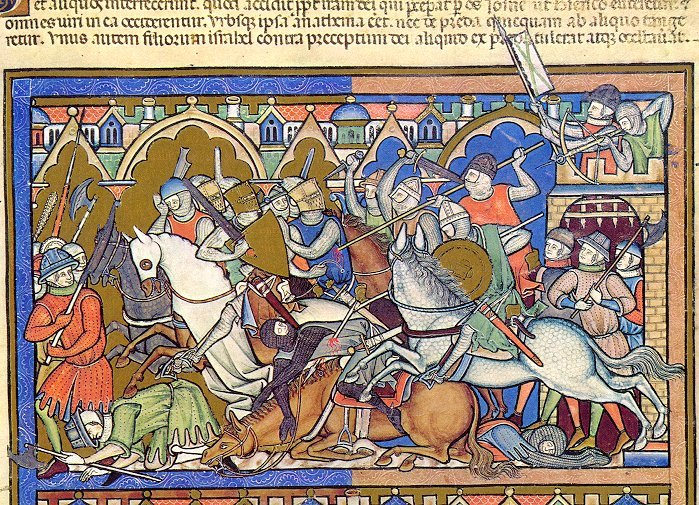
Topf- und Nasalhelme, Hirnhauben und Eisenhüte (Maciejowski-Bibel, Frankreich, um 1250). Die beiden Topfhelme befinden sich in der linken Mitte des Bildes.

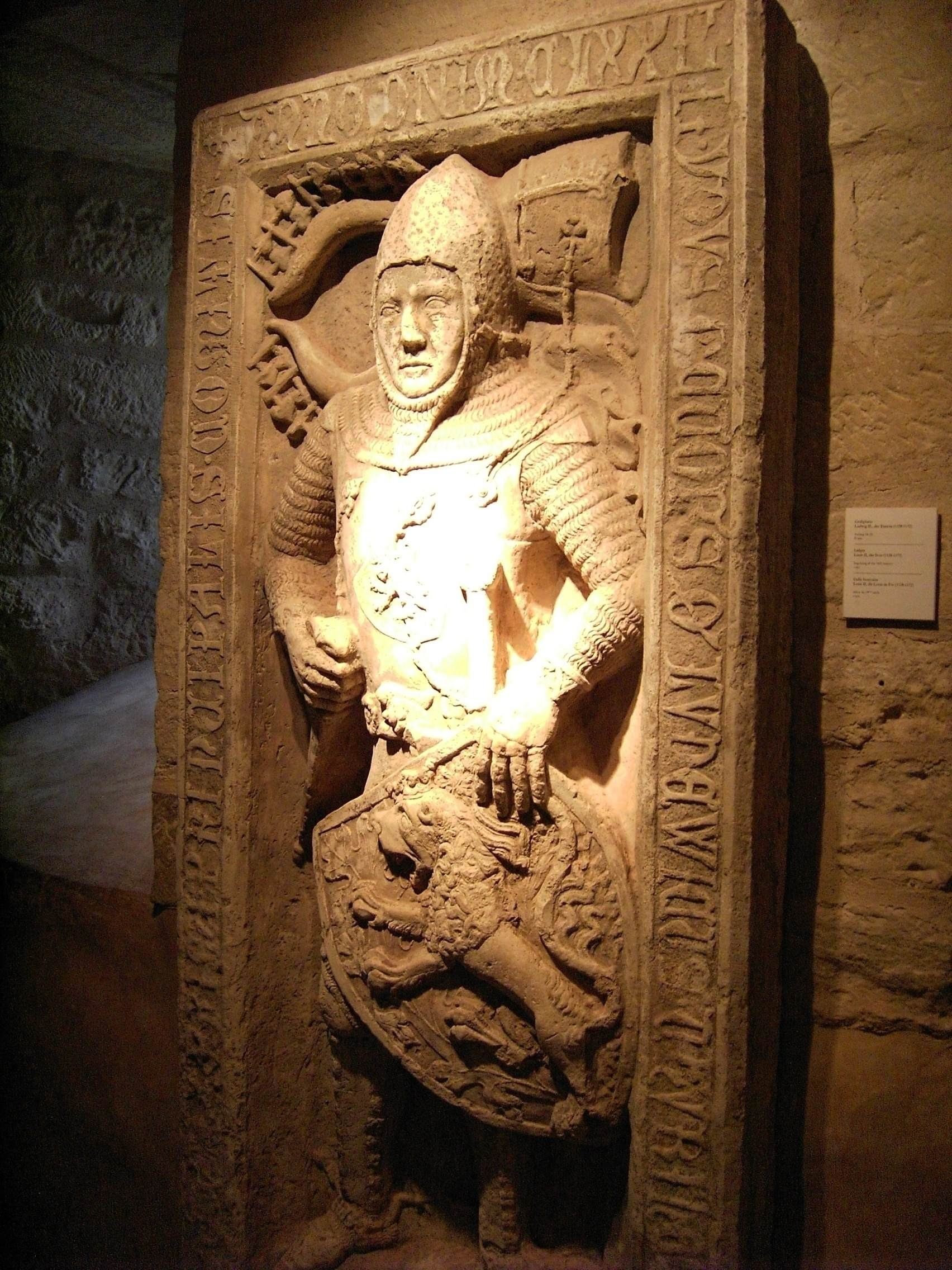
Ringpanzer- und Beckenhaube, Kübelhelm und Helmzimier auf dem posthumen Grabmal Ludwigs II. von Thüringen (14. Jh., Wartburg, Eisenach). Der Topfhelm (rechts vom Kopf) ist durch eine Waffenkette mit dem Lentner des Kriegers verbunden

Die Entwicklung des Topfhelmes war eine Reaktion auf die geänderten Kampftaktiken des Hochmittelalters. Die Einführung des Steigbügels ermöglichte es, den Gegner mit eingelegter Lanze anzugreifen und direkt auf dessen Kopf zu zielen. Im Frühmittelalter waren leichte Stoß- und Wurflanzen gebräuchlich, nun wurde die Waffe immer länger und schwerer. Die alten Nasalhelme boten keinen ausreichenden Schutz mehr, eine „Vollverkleidung“ des Kopfes war notwendig geworden. Nach Ortwin Gamber (1977) könnte die Entwicklung des Topfhelmes auch auf Anregungen aus dem Orient zurückgehen, die während des Dritten Kreuzzuges (1189–1192) im Heiligen Land aufgenommen und in Europa weiterentwickelt wurden.
Der seit dem 9. Jahrhundert verwendete Nasalhelm wurde immer häufiger aus einer einzigen Stahlplatte hergestellt. Als Variante des konisch beziehungsweise rund geformten Nasalhelms entstand im 12. Jahrhundert ein zylindrischer Helm. Dieser Helm besaß eine annähernd so hohe Helmglocke wie der Nasalhelm und konnte ebenfalls mit einem Nasenstück versehen werden. Aufgrund der zylindrischen Form entstand ein größerer Raum zwischen Schädeldecke und Helm, was den Schutzeffekt erhöhte. Es entstand bald eine Variante dieses Helmes, die mit einem festen Visier ausgestattet war. Ein solcher Helm verbarg die Identität seines Trägers in hohem Maße, wodurch die Weiterentwicklung der Heraldik begünstigt wurde. Bei Turnieren wurden plastisch ausgestaltete heraldische Elemente (als Helmzier bezeichnet) auch auf dem Topfhelm angebracht.
Die frühe Version des Topfhelms mit Helmglocke und festem Visier wurde durch den Schutz des Nackenbereiches vervollständigt, so dass bei der späteren Variante des Topfhelms der gesamte Kopf umschlossen war. Unter dem Helm wurde in der Regel noch eine enganliegende eiserne Hirnhaube oder Beckenhaube getragen, die mit einer kapuzenförmigen Helmbrünne verbunden war. Auf diese Weise konnte der Träger den schweren Topf- bzw. Kübelhelm je nach Kampfsituation auch abnehmen, um bessere Sicht und Atmung zu haben und dabei dennoch ausreichend geschützt sein.
Im Laufe der Zeit wurde die Form der großen Helme der menschlichen Schädelform bzw. Beckenhaube immer stärker angepasst. Im 14. Jahrhundert wurde der Kübelhelm allmählich von anderen Helmformen wie der Hundsgugel verdrängt, die mit ihrer hohen Helmglocke und dem langen, spitzen Visier einen besseren Schutz bot und einen Überhelm entbehrlich werden ließ.

## Material
Die Materialstärken originaler mittelalterlicher Topf- und Kübelhelme betragen zwischen zwei und vier Millimeter. Je nach Ausführung waren die Helme ohne Helmzier zwischen zwei und fünf Kilogramm schwer. Funeralhelme nachmittelalterlicher Zeitstellung weisen manchmal Materialstärken von nur einem Millimeter auf.
Die Helme bestanden aus relativ kohlenstoffarmem Eisenblech, das durch Hämmern aus dem Rohbarren ausgeformt wurde. Sie waren meist aus mindestens drei Einzelblechen gefertigt, die zusammengenietet wurden. Die Innenseite war in der Regel gepolstert, wie es zahlreiche kleine Bohrungen für das Helmfutter belegen. Manchmal trug der Krieger zusätzlich einen gepolsterten Ring oder eine Ringkappe über seiner Ketten- oder Beckenhaube. Ein erbeuteter oder geerbter Helm konnte so an die individuelle Kopfgröße des neuen Besitzers angepasst werden. Die Helmzier war durch Schnüre oder Lederriemen, die durch kleine Öffnungen in der Scheitelplatte geführt wurden, mit dem Helm verbunden. Gelegentlich war die Helmzier auch an den Seiten befestigt.

## Der Kübelhelm
Der Kübelhelm wird in der spärlichen Fachliteratur meist als Weiterentwicklung des Topfhelmes angesehen. Ursprünglich scheint der Topfhelm über der Ringpanzerhaube getragen worden zu sein. Etwas später verwendete man zusätzlich eiserne Hirnhauben, aus denen sich die Beckenhaube entwickelte. Dies bedingte eine noch voluminösere Form des Topfhelmes, der über die Beckenhaube gestülpt werden musste. Der oft flache Scheitelbereich der großen Helme wurde dementsprechend der gerundeten Form der Beckenhaube angepasst. Die kreuzförmigen Schlitze am Unterrand der Frontplatten dienten zum Einhängen der Knebel der Waffenketten, mit denen der Helm oft mit der Brustplatte eines Lentners oder Plattenrockes verbunden war.
Die Begriffe Topfhelm und Kübelhelm entstanden allerdings erst im 19. Jahrhundert. Eine genaue Abgrenzung beider nahe verwandter Helmtypen ist schwierig. Meist werden die großen Reiterhelme ab der zweiten Hälfte des 14. Jahrhunderts als Kübelhelme bezeichnet, die über einer Beckenhaube getragen wurden. Die Übergangsphase zwischen beiden Helmtypen beginnt im späten 13. Jahrhundert. Der originale Zusammenhang eines erhaltenen Kübelhelms mit einer Beckenhaube ist allerdings nicht mehr dokumentierbar. Eine Beckenhaube aus dem Fundgut der hessischen Burg Tannenberg wurde im Zweiten Weltkrieg zerstört. Ob dieser Unterhelm zusammen mit dem nur in Fragmenten erhaltenen Tannenberger Kübelhelm (heute rekonstruiert) getragen wurde, bleibt jedoch spekulativ.
Auf zahlreichen Grabdenkmälern und Epitaphien wird dieser Zusammenhang jedoch deutlich. Derartige Darstellungen haben sich vor allem im ehemaligen Reichsgebiet und England erhalten. In Frankreich sind nur noch wenige Beispiele vorhanden. Unzählige Platten fielen dort den Bilderstürmen etwa der Reformation und der Französischen Revolution zum Opfer.
Im Nahkampf wurde der Kübelhelm wahrscheinlich nach hinten abgeworfen und durch die Waffenketten gehalten. Die offene Beckenhaube schützte den Krieger weiterhin, der schwere Überhelm behinderte die Sicht und Atmung nun nicht mehr, schränkte jedoch die Beweglichkeit ein. Auch diese Helmform war also nur ein Kompromiss, der spätestens gegen Ende des 14. Jahrhunderts weitgehend durch die modifizierte Beckenhaube ersetzt wurde. Dieser ehemalige Unterhelm wurde nun mit einem abnehmbaren Visier versehen, dessen schnauzenförmige Form zusammen mit der „Gugel“ der Beckenhaube zur Entstehung der Bezeichnung „Hundsgugel“ führte.
Beim Tjost wurde der Kübelhelm noch wesentlich länger verwendet als auf dem Schlachtfeld. In der Heraldik gilt der Topf- und Kübelhelm bis in die Gegenwart als der klassische hochmittelalterliche Helmtyp.

## Der Topfhelm als Reiterhelm
Die schweren Topf- und Kübelhelme des Hochmittelalters waren ein wirksamer Schutz vor schweren Gesichtsverletzungen beim Tjost und dem Lanzenangriff auf dem Schlachtfeld. Sie wurden sicherlich erst unmittelbar vor dem Waffengang aufgesetzt. Im anschließenden Nahkampf war ein solcher Helm allerdings eher hinderlich. Die schmalen Sehschlitze boten nur ein sehr eingeschränktes Sichtfeld nach vorne. Angriffe von der Seite waren praktisch nicht erkennbar. Zudem war die Atmung des Kriegers behindert. Besonders im deutschen Sprachgebiet befestigte man deshalb den Helm mittels einer Eisenkette an der Brustplatte eines Lentners oder Plattenrockes. Der schwere Kopfschutz konnte so nicht verloren gehen und rasch über die Ketten- oder Hirnhaube gestülpt werden.
Originalstücke und mittelalterliche Darstellungen deuten jedoch darauf hin, dass derartige Helme auch individuell nach den Wünschen des Trägers angefertigt wurden. Einige Ritter, Edelknechte oder auch nichtritterliche Krieger nahmen offenbar bewusst das Risiko einer Augenverletzung in Kauf, um dafür eine bessere Übersicht über das Kampfgeschehen zu erhalten. So weist auch das Treuchtlinger Exemplar relativ breite Sichtöffnungen auf, durch die eine Lanzenspitze leicht eindringen konnte. Dieser Kopfschutz scheint auch tatsächlich im Nahkampf verwendet worden zu sein. Die massive Beschädigung auf der Scheitelplatte wurde wohl von einem Streithammer oder Streitkolben verursacht. Ob der Träger die Attacke seines Gegners überlebte, ist ungewiss. Möglicherweise rettete ihm eine darunter getragene Beckenhaube zusammen mit der Helmpolsterung das Leben, allein die Schlagwirkung dürfte ihn jedoch bereits außer Gefecht gesetzt haben.
Eine besonders ungewöhnliche Darstellung findet sich am Rand der „Kaufmannschen Kreuzigung“ (Prag, um 1340, Berlin, Staatliche Museen, Gemäldegalerie). Der dort abgebildete Kopfschutz besitzt dreieckige, maskenhafte Sehöffnungen, entspricht aber sonst der typischen Grundform eines späten Kübelhelmes. Die aus Gründen der Tragbarkeit (Mittelaltermärkte, Schaukampf) meist sehr breiten Sehschlitze moderner Reproduktionen müssen also nicht zwangsläufig von den mittelalterlichen Originalen abweichen.
Viele der Helme mit größeren Sichtöffnungen waren wohl als reine Turnierhelme für den Kampf mit dem Schwert oder Streitkolben konzipiert. Hier versuchte der Gegner, die Helmzier des Teilnehmers abzuschlagen. Ein Schutz vor Augenverletzungen war dabei zu vernachlässigen. Die späten, heraldisch meist als „Bügelhelme“ bezeichneten Kolbenturnierhelme der frühen Neuzeit besitzen deshalb sehr große Sichtöffnungen, die durch gitterähnliche Metallbügel
gesichert waren.
Gelegentlich wurde die linke Hälfte der Frontseite des Helms durch eine zusätzliche Eisenplatte verstärkt, da man hier den Aufprall der gegnerischen Lanze erwartete. Aus diesem Grund versah man auch häufig nur die rechte Seite mit Belüftungsbohrungen, die „Feindseite“ blieb geschlossen. Beim Funeralhelm im Germanischen Nationalmuseum Nürnberg wurden die Sehschlitze durch vertikale Spangen gesichert. Dieses Exemplar zeigt zudem, dass die großen Helme des Mittelalters oft brüniert oder bemalt waren, wie es auch auf zahlreichen zeitgenössischen Miniaturen zu sehen ist.
Originale Helmziiere sind nur zu zwei Topf- bzw. Kübelhelmen erhalten. Zu dem Helm des Schwarzen Prinzen in der Kathedrale zu Canterbury gehört ein Hut mit einem stehenden Löwen. Der Funeralhelm der Herren von Pranckh, dessen zusätzliche Frontverstärkung auf eine Verwendung als Turnierhelm hinweist, gehörte vermutlich Albert von Pranckh, welcher einen fast identischen Helm mit Zimier im Siegel führte, und stammte aus der ersten Hälfte des 14. Jahrhunderts. Das Helmkleinod weist neben dem goldenen Paar an Büffelhörnern, silberne, außenliegende Kämme, welche mit Leder besetzt sind, auf. Derartige Helmaufsätze wurden allerdings nur bei Turnieren und Buhurten getragen, auf dem Schlachtfeld hätten sie ihren Träger behindert. Nach einem Kreuzzug wurde er dem Stift Seckau gestiftet, wo er gemeinsam mit zwei Totenschilden der Familie über dem Erbgrab der Pranckhher hing.
1878 wurde er für die kaiserliche Sammlung in Wien erworben, aktuell befindet er sich in der Rüstkammer des Kunsthistorischen Museums in Wien.
Die wohl älteste Darstellung eines Topfhelmes befindet sich auf dem dritten Reitersiegel des englischen Königs Richard Löwenherz (1194). Die Helmzier dieses frühen Exemplars bestand aus einem heraldisch bemalten Schirmbrett, einer „waele“.

## Sonderformen und Nachfolger

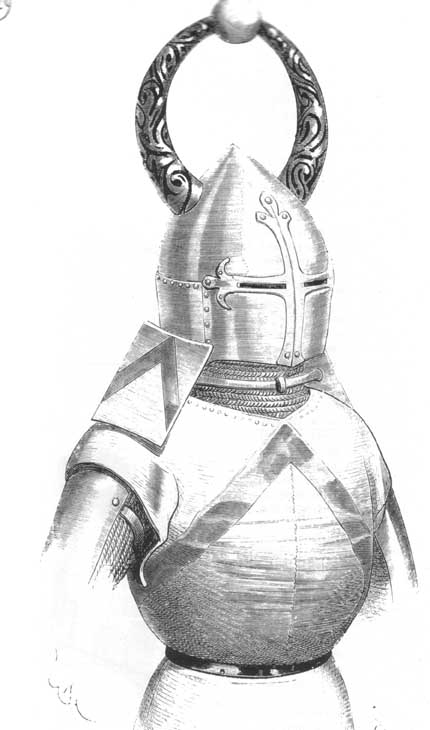
Kübelhelm mit spitz zulaufender Helmglocke

Auf zahlreichen mittelalterlichen Bildquellen sind Sonderformen der großen Helme erkennbar. Ein Typus besaß eine sehr hohe, meist spitz zulaufende Helmglocke, die an einen Zuckerhut erinnert. In der englischsprachigen Fachliteratur werden solche Exemplare deshalb als „Sugar loaf“-Helme bezeichnet. Einige Autoren meinen, diese Form sollte einen besseren Schutz vor Schwertschlägen gewährleisten, da ein Schwerthieb so an der spitzen Glocke abgleiten konnte. Auch viele Beckenhauben zeigen diese spitz zulaufende Helmglocke, so dass die „Zuckerhut“-Form wohl eine direkte Anpassung des Überhelms an die Beckenhaube war.
Einige Quellen dokumentieren scheinbar Topf- bzw. Kübelhelme mit Klappvisieren. Wahrscheinlich zeigen diese Darstellungen ältere Topfhelmformen, die nachträglich durch das Anbringen von Seitenblechen geschlossen wurden. Möglicherweise wurden die visierähnlichen Vorderbleche auch als Verstärkung auf die Frontseiten aufgenietet. Für die tatsächliche Verwendung von Klappvisieren an Topf- und Kübelhelmen gibt es keine archäologischen Hinweise. Allerdings deutet eine unvollendete, nachträglich hinzugefügte Miniatur im „Codex Manesse“ darauf hin, dass in der zweiten Hälfte des 14. Jahrhunderts kurzzeitig Klappvisiere mit der Grundform der großen Helme kombiniert wurden. Seltsamerweise scheinen die Visiere hier unter den Sehschlitzen an geschlossene reguläre Kübelhelme angefügt worden zu sein, vielleicht um die gefährdete Halspartie des Kriegers zusätzlich zu schützen. Diese Helmform erscheint allerdings sonst auf keinen weiteren mittelalterlichen Bildquellen, setzte sich also nicht in größerem Umfang durch oder ist gar eine „Erfindung“ des Schöpfers der Miniatur.
Die späten Kübelhelme des 14. Jahrhunderts entwickelten sich zu Stechhelmen weiter, die noch bis ins 16. Jahrhundert als Kopfschutz beim Tjost verwendet wurden und oft fest mit dem Harnisch des Trägers verschraubt waren.
Stechhelme dienen in der Heraldik als Helmzier bürgerlicher Wappen. Adelswappen werden meist von Kolbenturnierhelmen („Bügelhelmen“) bekrönt. Der Topfhelm gilt als ältester Helmtyp auf heraldischen Wappen und wird nur vom alten Adel, dessen Wappen sich bis in diese Zeit zurückverfolgen lässt, verwendet.

## Mittelalterliche Originalhelme

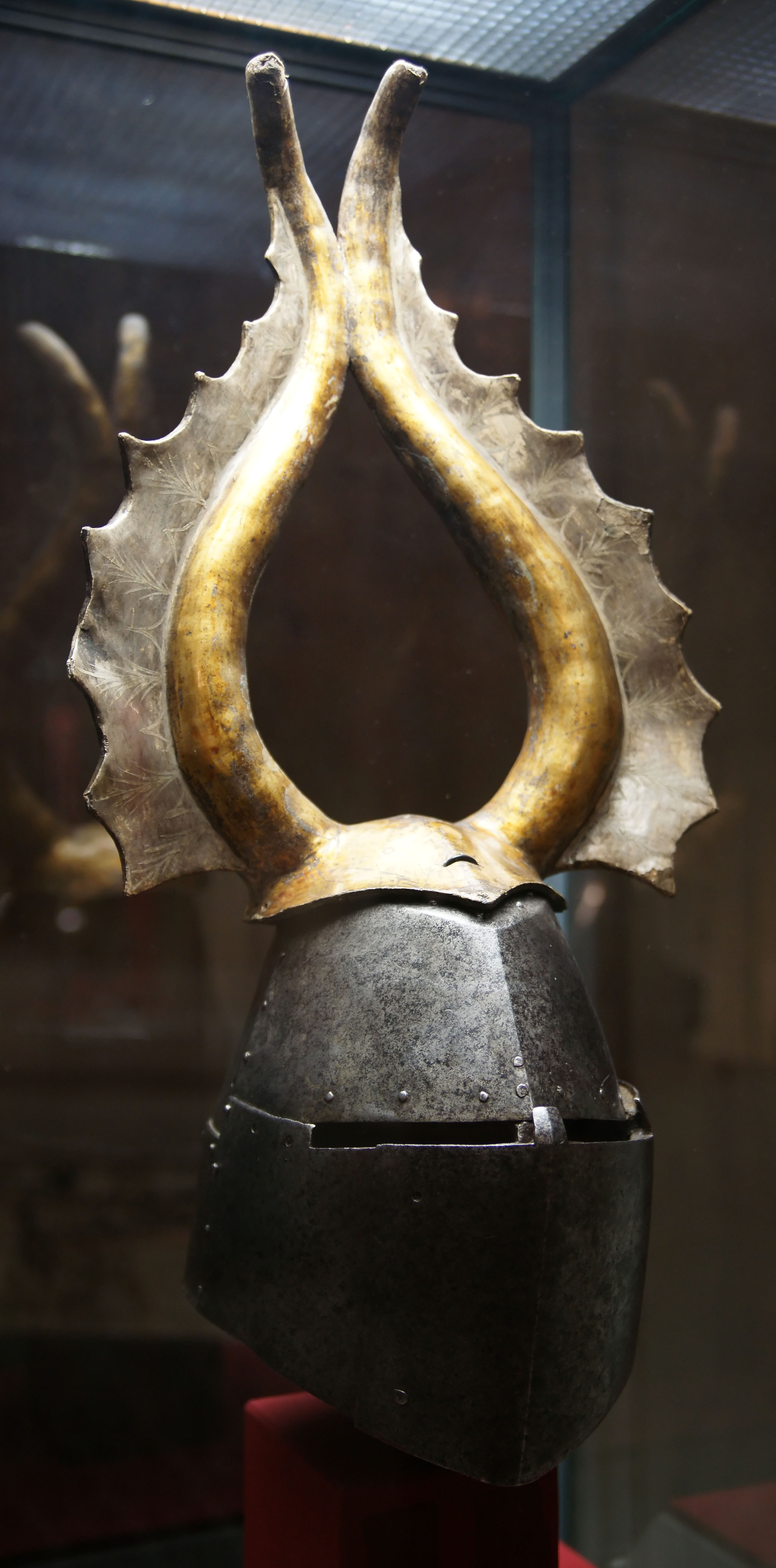
Funeralhelm der Familie von Pranckh

Wegen ihres hohen Materialwertes wurden die meisten unbrauchbaren oder veralteten großen mittelalterlichen Helme vermutlich eingeschmolzen und das Eisen wiederverwertet. Die meisten erhaltenen Exemplare mittelalterlicher Topf- oder Kübelhelme sind als Boden- und Flussfunde in schlechtem Zustand. Die wenigen nahezu intakten Beispiele sind durchgängig Funeralhelme (Begräbnishelme), die als ausgemusterte Kampf- oder Turnierhelme zusammen mit einem Wappenschild über einer Grabstätte in einer Kirche angebracht wurden. Gelegentlich verwendete man hier auch Sonderanfertigungen in geringeren Materialstärken, die nicht im Gefecht einsetzbar gewesen wären.
- Der Dargener Helm: Dieser Bodenfund vom Schlossberg bei Dargen (Vorpommern) wird in die Zeit zwischen 1250 und 1280 datiert und gilt als ältestes erhaltenes Beispiel eines Topfhelmes (Berlin, Deutsches Historisches Museum)
- Bodenfund aus dem Bereich des Burgstalles Rehburg (Niedersachsen): 1. Hälfte 13. Jahrhundert (Rehburg, Heimatmuseum). Die Frontpartie dieses Exemplars ist abgerostet, ein Rest des sehr schmalen linken Sehschlitzes jedoch erhalten.
- Der ältere Helm von Madeln: Bodenfund, um 1300 (Zürich, Schweizerisches Landesmuseum)
- Aranäs-Helm: Bodenfund aus der Burgruine Aranäs (Västergötland): Frühes 14. Jahrhundert (Stockholm, Statens Historiska Museum)
- Bodenfund von der Burg Treuchtlingen: Anfang 14. Jahrhundert. Die Scheitelplatte dieses Exemplars ist durchschlagen, weshalb der Helm wohl ausgemustert und weggeworfen wurde (Heimatmuseum Treuchtlingen)
- Bodenfund aus Bozen (Südtirol): Anfang 14. Jahrhundert (möglicherweise älter, Rom, Engelsburg)
- Der jüngere Helm von Madeln: Bodenfund aus der Mitte des 14. Jahrhunderts (Liestal, Kantonsmuseum Baselland)
- Gewässerfund aus der Traun bei Linz (Oberösterreich): Mitte 14. Jahrhundert (Oberösterreichisches Landesmuseum, Linz)
- Bodenfund aus Küssnacht am Rigi: Mitte 14. Jahrhundert, stark restauriert (Zürich, Schweizerisches Landesmuseum)
- Bodenfund von der Burg Tannenberg: 2. Hälfte des 14. Jahrhunderts. Aus neun aufgefundenen Einzelteilen und Kunstharz rekonstruiert. Die Rekonstruktion dürfte nicht ganz dem Originalzustand entsprechen (Darmstadt, Hessisches Landesmuseum).
- Funeralhelm und Helmzimier des Edward of Woodstock, des „Schwarzen Prinzen“: 2. Hälfte des 14. Jahrhunderts (Canterbury Cathedral).
- Wohl Funeralhelm: 2. Hälfte des 14. Jahrhunderts (Leeds, Royal Armouries)
- Funeralhelm des Richard Pembridge aus der Kathedrale von Hereford: 2. Hälfte des 14. Jahrhunderts (Edinburgh, Scottish Museum)
- Funeralhelm der Familie von Pranckh: 2. Hälfte des 14. Jahrhunderts (Wien, Kunsthistorisches Museum)
- Bodenfund aus Lebus an der Oder: 2. Hälfte des 14. Jahrhunderts (Kopenhagen, Tøjhusmuseet)
- Funeralhelm der Familie Rieter von Kornburg aus der Allerheiligenkirche Kleinschwarzenlohe: Ende des 14. Jahrhunderts (Nürnberg, Germanisches Nationalmuseum)
- Funeralhelm des Nicholas Hawberk: Ende des 14. Jahrhunderts (Cobham Church)

Gelegentlich werden auf Auktionen und im Antiquitätenhandel weitere angebliche Boden- oder Flussfunde angeboten. Die meisten dieser Helme dürften aus dem 19. Jahrhundert stammen. Damals dienten mittelalterliche Rüstungsteile und Nachbildungen als beliebte Requisiten zur Ausstattung von Villen und Herrenzimmern. Die Reproduktionen wurden anfangs in oft hervorragender handwerklicher Qualität hergestellt. Werden solche Dekorationshelme künstlich beschädigt und gealtert, sind sie nur noch von ausgewiesenen Fachleuten von den mittelalterlichen Originalen zu unterscheiden. Ein Hinweis auf die Authentizität sind die abblätternden Materialschichten hochmittelalterlicher Stücke. Die Nachbildungen bestehen meist aus dem gewalzten Eisenblech des 19. Jahrhunderts, das ein wesentlich gleichmäßigeres Materialgefüge aufweist.
Auch einige Museen zeigen angebliche Originalhelme, deren Echtheit in Zweifel gezogen wird. So handelt es sich bei dem als Bodenfund und Original bezeichneten Topfhelm von der Burg Altena (Museum der Grafschaft Mark) vermutlich um eine im Kunsthandel erworbene Fälschung.